# Иар Эльтеррус
Иар Эльтеррус (род. 4 марта 1966) — российский писатель-фантаст, автор произведений в жанре фэнтези.

## Биография
Родился 4 марта 1966 года в станице Кужорская (Майкопский район). Мать — поэтесса Раиса Афанасьевна Гладун.
Иар Эльтеррус — это псевдоним, настоящее имя — Игорь Тертышный.
С пяти лет проживал на Украине, в Днепропетровской области. Среднюю школу окончил в селе Заплавка, Магдалиновского района той же самой Днепропетровской области. С 1986 по 1990 годы учился на радиофизическом факультете Днепропетровского Государственного Университета.
С 1992 по 1994 год возглавлял издательство «Даймон». После банкротства издательства перебрался на Урал, в город Орск Оренбургской области. В 1995 репатриировался в Израиль.
В конце 2008 года вернулся в Россию и поселился в Санкт-Петербурге.
Писать начал с 1997 года. Издается с 2006 года.
В 2022 году подписал письмо в поддержку российского военного вторжения на Украину.

## Книги
- Эльтеррус И. Тёмный дар. — СПб.: Ленинградское издательство, 2008. — 448 с. — 10 050 экз. — ISBN 978-5-9942-0005-6. Архивировано 28 октября 2010 года.
- Эльтеррус И. Только мы. — М.: Эксмо, 2012. — 416 с. — (Русский фантастический боевик). — 9000 экз. — ISBN 978-5-699-59957-8. Архивировано 26 мая 2014 года.
- Эльтеррус И., Нат Райдо. Небесный ключ. — М.: Эксмо, 2013. — 384 с. — (Русский фантастический боевик). — 5000 экз. — ISBN 978-5-699-61738-8.
- Эльтеррус И. Наследник. — СПб.: Издательский дом «Ленинград», 2014. — 384 с. — (Боевая фантастика). — 8030 экз. — ISBN 978-5-516-00258-8.

### Витой посох
- Эльтеррус И. Витой посох. Пробуждение. — М.: Альфа-книга, Армада, 2011. — 314 с. — (Магия фэнтези). — 15 000 экз. — ISBN 978-5-9922-0806-1. Архивировано 26 мая 2014 года.
- Эльтеррус И. Витой посох. Постижение. — М.: Альфа-книга, Армада, 2011. — 344 с. — (Магия фэнтези). — 15 000 экз. — ISBN 978-5-9922-0956-3. Архивировано 26 мая 2014 года.
- Эльтеррус И., Аэри Л. Витой посох. Хроники севера. — М.: Альфа-книга, Армада, 2012. — 344 с. — (Магия фэнтези). — 10 000 экз. — ISBN 978-5-9922-1217-4. Архивировано 26 мая 2014 года.
- Эльтеррус И., Аэри Л. Витой посох. Время пришло. — М.: Альфа-книга, Армада, 2013. — 439 с. — (Магия фэнтези). — 9000 экз. — ISBN 978-5-9922-1457-4.
- Эльтеррус И. Витой посох. Преодоление. — М.: Альфа-книга, Армада, 2013. — 408 с. — (Магия фэнтези). — 10 000 экз. — ISBN 978-5-9922-1584-7.

### Безумие бардов
- Эльтеррус И. Замок на краю бездны. — СПб.: Лениздат, 2006. — 8050 экз. — ISBN 5-289-02406-0. Архивировано 28 октября 2010 года.
- Эльтеррус И. Безумие бардов. — СПб.: Лениздат, 2008. — 448 с. — (Магия фэнтези). — ISBN 5-289-02506-5 , 978-5-9942-0035-3. Архивировано 8 октября 2014 года.

### Время чёрных звёзд
Цикл связан с циклом «Безумие бардов». События книг «Замок на краю бездны» и «Безумие бардов» упоминаются как исторические, также главные герои цикла имеют связь с героями «Безумия бардов». Кроме того, в цикле действует Орден Аарн из цикла «Отзвуки серебряного ветра».
Основной цикл:
- Эльтеррус И., Белецкая Е.. Утро черных звезд. — М.: Эксмо, 2011. — 384 с. — (Русский фантастический боевик). — 10 000 экз. — ISBN 978-5-699-49396-8. Архивировано 26 мая 2014 года.
- Эльтеррус И., Белецкая Е. День черных звезд. — М.: Эксмо, 2011. — 384 с. — (Русский фантастический боевик). — 8000 экз. — ISBN 978-5-699-51472-4. Архивировано 26 мая 2014 года.
- Эльтеррус И., Белецкая Е. Вечер черных звезд. — М.: Эксмо, 2012. — 416 с. — (Русский фантастический боевик). — 5000 экз. — ISBN 978-5-699-53960-4. Архивировано 26 мая 2014 года.
- Эльтеррус И., Белецкая Е. Ночь черных звезд. — М.: Эксмо, 2013. — 416 с. — (Русский фантастический боевик). — 4000 экз. — ISBN 978-5-699-62906-0. Архивировано 26 мая 2014 года.

Книги с теми же главными героями, события происходят после окончания основного цикла:
- Эльтеррус И., Белецкая Е. Стоя на краю неба. — М.: Эксмо, 2013. — 480 с. — (Русский фантастический боевик). — 5000 экз. — ISBN 978-5-699-60955-0.
- Эльтеррус И., Белецкая Е. Лучшее место на Земле. — М.: Эксмо, 2012. — 480 с. — (Русский фантастический боевик). — 6000 экз. — ISBN 978-5-699-54607-7.
- Эльтеррус И., Белецкая Е. Звездный колокол. — М.: Эксмо, 2013. — 480 с. — (Русский фантастический боевик). — 4000 экз. — ISBN 978-5-699-65667-7.

### Русский Сонм
- Эльтеррус И., Белецкая Е. Русский Сонм. Огонь и ветер. — М.: Эксмо, 2013. — 448 с. — (Русский фантастический боевик). — 3000 экз. — ISBN 978-5-699-64875-7.
- Эльтеррус И., Белецкая Е. Русский сонм. Игры морока. — М.: Эксмо, 2013. — 416 с. — (Русский фантастический боевик). — 4000 экз. — ISBN 978-5-699-67038-3.
- Эльтеррус И., Белецкая Е. Русский сонм. Горькие травы. Книга 1. Лунное стекло. — М.: Эксмо, 2014. — 416 с. — (Русский фантастический боевик). — 3000 экз. — ISBN 978-5-699-70993-9.
- Эльтеррус И., Белецкая Е. Русский сонм. Горькие травы. Книга 2. Священный метод. — М.: Эксмо, 2014. — 416 с. — (Русский фантастический боевик). — 2000 экз. — ISBN 978-5-699-76617-8.
- Эльтеррус И. Русский сонм. Демиурги. Полигон богов. — М.: Эксмо, 2014. — 416 с. — (Русский фантастический боевик). — 5000 экз. — ISBN 978-5-699-71877-1.

### Отзвуки серебряного ветра
- Эльтеррус И. Отзвуки серебряного ветра. Мы — были!: Призыв; Путь. — М.: Армада, Альфа-книга, 2006. — 799 с. — (В одном томе). — 8000 экз. — ISBN 5-93556-760-1. Архивировано 28 октября 2010 года.
- Эльтеррус И. Отзвуки серебряного ветра. Мы — есть!: Честь; Вера. — М.: Армада, Альфа-книга, 2006. — 1023 с. — (В одном томе). — 8000 экз. — ISBN 5-93556-796-2. Архивировано 22 января 2011 года.
- Эльтеррус И. Отзвуки серебряного ветра. Мы — будем!: Осознание. — М.: Армада, Альфа-книга, 2007. — 467 с. — 15 000 экз. — ISBN 5-93556-899-3. Архивировано 28 октября 2010 года.
- Эльтеррус И. Отзвуки серебряного ветра. Мы — будем!: Выбор. — М.: Армада, Альфа-книга, 2008. — 442 с. — 20 000 экз. — ISBN 978-5-93556-974-7. Архивировано 28 октября 2010 года.
- Эльтеррус И. Отзвуки серебряного ветра. Мы – верим! Переход. — М.: Эксмо, 2012. — 416 с. — (Русский фантастический боевик). — 10 000 экз. — ISBN 978-5-699-55526-0. Архивировано 2 июня 2014 года.
- Эльтеррус И. Раскрой свои крылья. — М.: Эксмо, 2009. — 416 с. — (Русский фантастический боевик). — 15 000 экз. — ISBN 978-5-699-34465-9. Архивировано 28 октября 2010 года.
- Эльтеррус И. Потерянный легион. Империя. — М.: Эксмо, 2009. — 384 с. — (Русский фантастический боевик). — 15 100 экз. — ISBN 978-5-699-37476-2. Архивировано 28 октября 2010 года.

### Элианская империя
- Эльтеррус И. Бремя императора: Тропой мастеров. — М.: Армада, Альфа-книга, 2006. — 400 с. — (Магия фэнтези). — 6000 экз. — ISBN 5-93556-646-X. Архивировано 28 октября 2010 года. (аннотация на сайте издательства «Армада» Архивная копия от 16 марта 2006 на Wayback Machine)
- Эльтеррус И. Бремя императора: Скрытое пророчество. — М.: Армада, Альфа-книга, 2006. — 396 с. — (Магия фэнтези). — 6000 экз. — ISBN 5-93556-658-3. Архивировано 28 октября 2010 года. (аннотация на сайте издательства «Армада» Архивная копия от 15 марта 2006 на Wayback Machine)
- Эльтеррус И. Бремя императора: Навстречу судьбе. — М.: Армада, Альфа-книга, 2006. — 407 с. — (Магия фэнтези). — 15 000 экз. — ISBN 5-93556-802-0. Архивировано 28 октября 2010 года. (аннотация на сайте издательства «Армада» Архивная копия от 17 февраля 2014 на Wayback Machine)

- Эльтеррус И. Бремя императора: Тропой мастеров; Скрытое пророчество; Навстречу судьбе. — М.: Издательство Альфа-книга, 2008. — 799 с. — (В одном томе). — 8000 экз. — ISBN 978-5-9922-0043-0. (аннотация на сайте издательства «Армада» Архивная копия от 29 января 2008 на Wayback Machine)

- Эльтеррус И. Гнев императора. Книга первая. Незваные гости. — М.: Эксмо, 2010. — 416 с. — (Русский фантастический боевик). — 15 100 экз. — ISBN 978-5-699-41101-6. Архивировано 21 февраля 2014 года.
- Эльтеррус И. Гнев императора. Книга вторая. Дальний путь. — М.: Эксмо, 2016. — 448 с. — (Русский фантастический боевик). — 2500 экз. — ISBN 978-5-699-86769-1.
- Эльтеррус И. Гнев Императора.

Книга третья. Дорога домой. — М.: Эксмо, 2018. — 448 с. — (Русский
фантастический боевик). — 2500 экз. — ISBN 978-5-04-091218-6.

### Три дороги во тьму
- Эльтеррус И., Садов С. Три дороги во Тьму. Постижение. — М.: Эксмо, 2008. — 416 с. — (Боевая магия). — 20 000 экз. — ISBN 978-5-699-30235-2. Архивировано 13 сентября 2014 года.
- Эльтеррус И., Садов С. Три дороги во Тьму. Изменение. — М.: Эксмо, 2009. — 448 с. — (Боевая магия). — 12 000 экз. — ISBN 978-5-699-32650-1. Архивировано 26 мая 2014 года.

### Дороги палачей
- Эльтеррус И. Вера изгоев. — М.: Армада, Альфа-книга, 2006. — 406 с. — (Магия фэнтези). — 15 000 экз. — ISBN 5-93556-750-4. Архивировано 28 октября 2010 года.

• Эльтеррус И. Дороги Палачей

### Росская империя
- Эльтеррус И. Белый Крейсер. — СПб.: "Ленинградское издательство", 2012. — 336 с. — (Боевая фантастика). — 9050 экз. — ISBN 978-5-9942-0946-2. Архивировано 4 мая 2012 года.
- Эльтеррус И. Возвращение императора. — СПб.: Издательский дом "Ленинград", 2012. — 336 с. — (Боевая фантастика). — 10 040 экз. — ISBN 978-5-905909-21-4. Архивировано 26 мая 2014 года.
- Эльтеррус И. Последняя битва. — СПб.: Издательский дом "Ленинград", 2013. — 352 с. — (Боевая фантастика). — 9040 экз. — ISBN 978-5-516-00027-0. Архивировано 28 июля 2014 года.

### Иная Терра
- Эльтеррус И., Вегашин В. Иной путь. — М.: Эксмо, 2010. — 416 с. — (Русский фантастический боевик). — 15 000 экз. — ISBN 978-5-699-43978-2. Архивировано 26 мая 2014 года.
- Эльтеррус И., Вегашин В. Иной смысл. — М.: Эксмо, 2011. — 384 с. — (Русский фантастический боевик). — 7000 экз. — ISBN 978-5-699-52694-9. Архивировано 26 мая 2014 года.
- Эльтеррус И., Вегашин В. Иная вера. — М.: Эксмо, 2013. — 416 с. — (Русский фантастический боевик). — 4000 экз. — ISBN 978-5-699-63657-0. Архивировано 26 мая 2014 года.

### Девятимечье
В своё время Иар Эльтеррус задумал цикл «Девятимечье», и на сегодняшний день написал для него две книги из серии «Серый Меч» — «Серые пустоши жизни» и «Дети смерча».
- Эльтеррус И. Серые пустоши жизни. — М.: Армада, Альфа-книга, 2007. — 470 с. — (Магия фэнтези). — 18 000 экз. — ISBN 5-93556-830-6. Архивировано 30 октября 2010 года.
- Эльтеррус И. Дети смерча. — М.: Армада, Альфа-книга, 2007. — 448 с. — (Магия фэнтези). — 18 000 экз. — ISBN 978-5-93556-957-0. Архивировано 28 октября 2010 года.

Книги об остальных восьми Мечах пишутся другими авторами Архивная копия от 2 июля 2010 на Wayback Machine. Однако по требованию издательства Архивная копия от 7 декабря 2009 на Wayback Machine имя Иара Эльтерруса поставлено на обложку всех книг этого цикла.
- Морозова (Толстова) Татьяна Геннадьевна. Песнь молчаливых камней. — (Коричневый меч).

Выходные данные: Эльтеррус И., Морозова Т. Г. Коричневый меч. — СПб.: «Ленинградское издательство», 2009. — 448 с. — 7050 экз. — ISBN 978-5-9942-0360-6.
- Влад Вегашин. Черный меч. — (Черный меч).

Выходные данные: Эльтеррус И., Вегашин В. Черный меч. — СПб.: «Ленинградское издательство», 2009. — 416 с. — 7050 экз. — ISBN 978-5-9942-0395-8.
- Мария Суворкина, Сергей Зонин. Грязное золото победы. — (Желтый меч).

Выходные данные: Эльтеррус И., Суворкина М. Желтый меч. — СПб.: «Ленинградское издательство», 2009. — 608 с. — 9050 экз. — ISBN 978-5-9942-0405-4.
- Сергей Зонин. Белое безмолвие смерти. — (Белый меч).

Выходные данные: Эльтеррус И., Зонин С. Белый меч. — СПб.: «Ленинградское издательство», 2009. — 512 с. — 10 050 экз. — ISBN 978-5-9942-0442-9.
- Дмитрий Морозов. Гномий клинок. — (Фиолетовый меч).

Выходные данные: Эльтеррус И., Морозов Д. Фиолетовый меч. — СПб.: «Ленинградское издательство», 2009. — 384 с. — 11 050 экз. — ISBN 978-5-9942-0946-2.

### Интервью
- Интервью с Екатериной Белецкой и Иаром Эльтеррусом (СТВ, Программа «Будем знакомы», выпуск 1, 07.05.2013) Архивная копия от 27 сентября 2016 на Wayback Machine
- Интервью с Иаром Эльтеррусом (СТВ, Программа «Будем знакомы», выпуск 2, 19.08.2013) Архивная копия от 2 апреля 2015 на Wayback Machine

### Рецензии
- Рецензия журнала «Мир Фантастики» на книгу «Бремя Императора. Тропой мастеров» Архивная копия от 1 марта 2014 на Wayback Machine
- Рецензия журнала «Мир Фантастики» на книгу «Потерянный легион. Империя» Архивная копия от 1 марта 2014 на Wayback Machine
- Рецензия журнала «Мир Фантастики» на книгу «Иной путь» Архивная копия от 1 марта 2014 на Wayback Machine